# Hernádnémeti
Hernádnémeti è un comune dell'Ungheria di 3.831 abitanti (dati 2001) . È situato nella contea di Borsod-Abaúj-Zemplén.